# Limpieza de playas

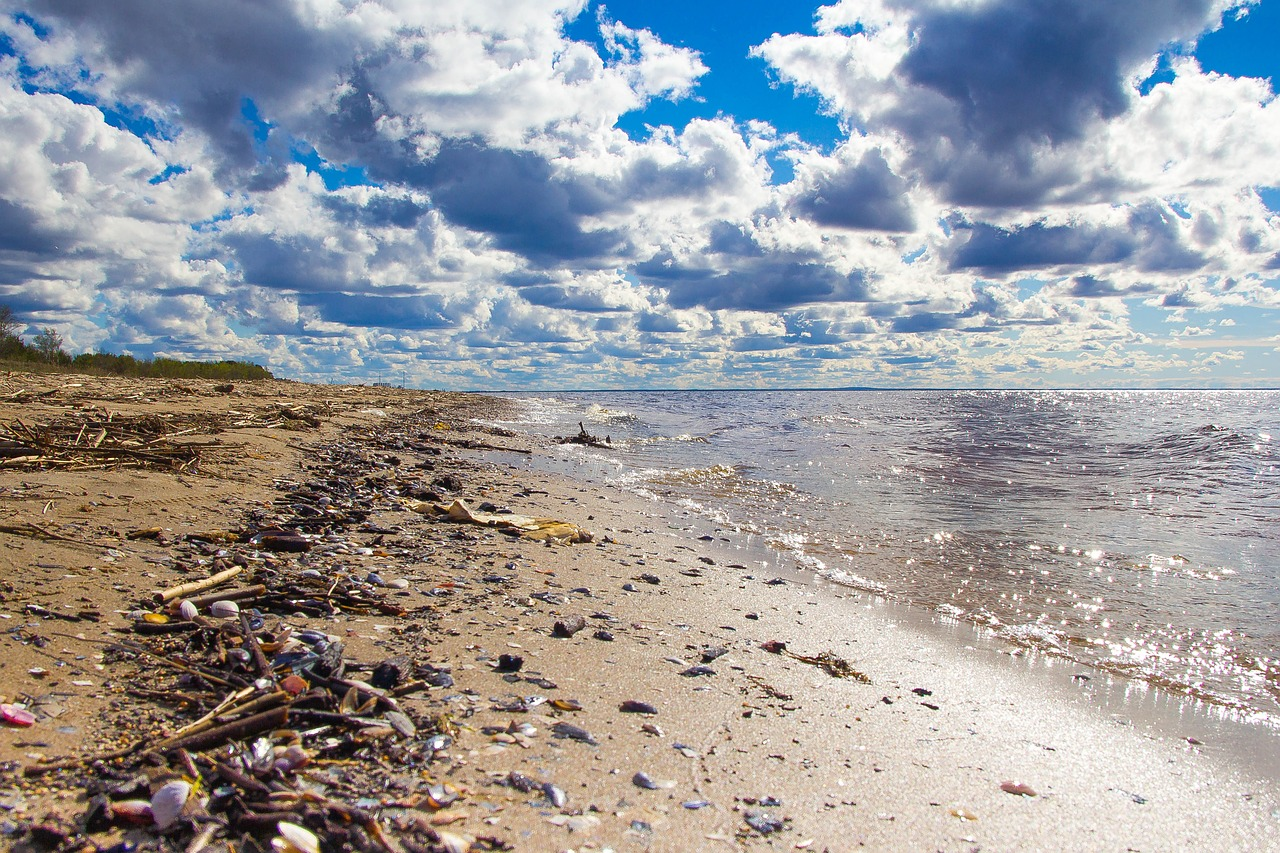
Basura en una playa española.

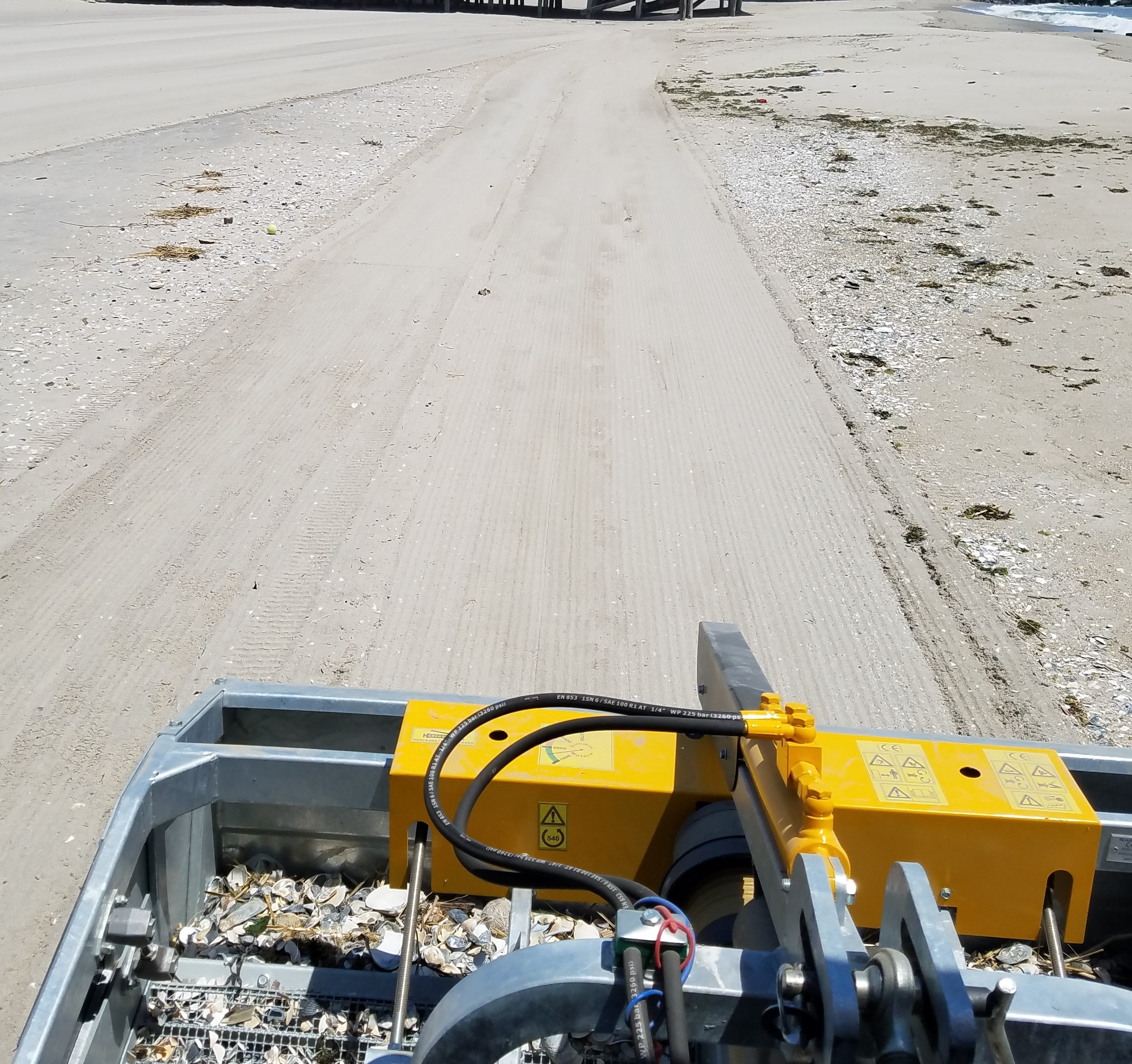
Mostrando una limpieza mecánica de la playa con el tractor adjunto para eliminar de la playa los desechos no deseados.

La limpieza de playas es el proceso de eliminación de la basura sólida, productos químicos densos, y los residuos orgánicos depositados en una playa o costa por la marea, los visitantes locales o turistas. Los seres humanos contaminan las playas con materiales como botellas y bolsas de plástico, pajitas de plástico, aparejos de pesca, filtros de cigarrillos, anillos de seis paquetes, mascarillas quirúrgicas y muchos otros elementos que a menudo provocan la degradación ambiental. Cada año, cientos de miles de voluntarios peinan playas y costas de todo el mundo para limpiar estos desechos. Estos materiales también se denominan “desechos marinos” o “contaminación marina” y su cantidad ha ido en aumento debido a las actividades antropocéntricas.
Hay algunas fuentes importantes de residuos en las playas, como los usuarios de las playas, los océanos, las corrientes de mar y el caudal de los ríos. Muchos usuarios de la playa dejan su basura en las playas después de las actividades. Además, los desechos marinos o los productos químicos, como el petróleo crudo, se derivan de los océanos o mares y se acumulan en las playas. Además, muchos ríos llevan la basura de algunas ciudades a las playas. Estos contaminantes dañan la vida y la ecología marinas, la salud humana y el turismo costero. El estudio de Hartley y colaboradores en 2015, muestra que la educación ambiental es importante para eliminar muchos contaminantes de las playas y el medio marino.

## Desechos marinos

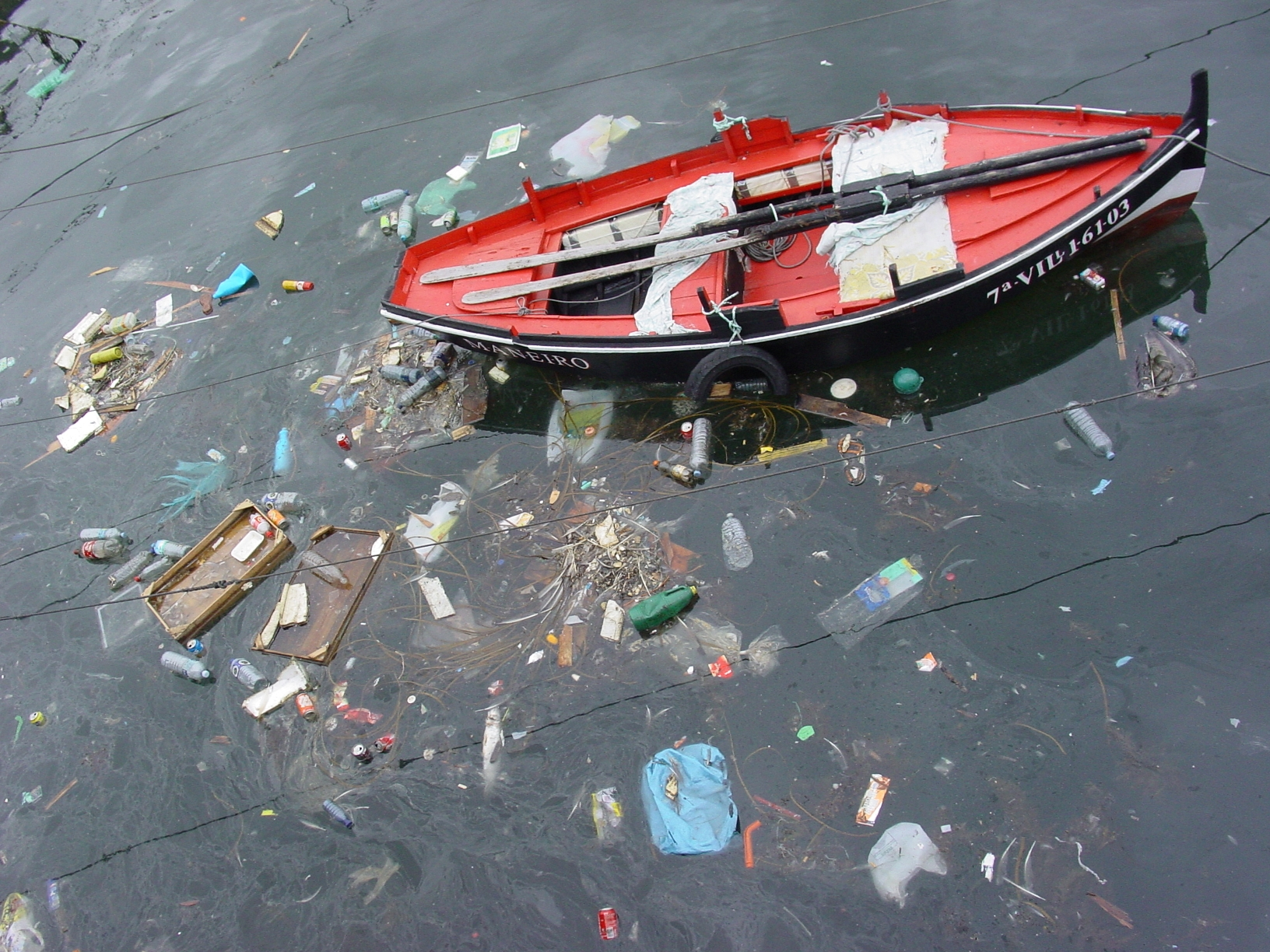
Desechos en Ribeira, Galicia.

Hay dos causas de la degradación de la ecología marina y los desechos marinos: las fuerzas directas (crecimiento de la población, desarrollo tecnológico y crecimiento económico) y las fuerzas de proximidad (uso de la tierra y procesos industriales). Podemos pensar en las fuerzas directas como causas subyacentes de por qué consumimos una cantidad excesiva de bienes por proceso industrial. El consumo excesivo de bienes genera desechos marinos porque los bienes han sido empaquetados con materiales fabricados y baratos que no son reciclables, como el plástico. Los plásticos de desechos sólidos no se pueden descomponer fácilmente en la naturaleza y su proceso de descomposición lleva de miles de años a millones de años, pero el plástico se descompone en pedazos continuamente más pequeños (> 5 mm) formando que se llama microplásticos. Por lo tanto, estos productos de desechos sólidos se denominan desechos marinos que se pueden ver a lo largo de las costas y en muchas playas de todo el mundo. Puede haber muchas fuentes de desechos marinos, como actividades terrestres, marinas y otras antropocéntricas.
Millones de toneladas de productos de desecho terrestres como plásticos, papeles, maderas y metales terminan en los mares, océanos y playas a través del viento, las corrientes oceánicas, las aguas residuales, la escorrentía, los desagües de aguas pluviales y los ríos. La enorme cantidad de desechos marinos se ha convertido en una grave amenaza para el medio marino, la vida acuática y la humanidad. La mayoría de las fuentes terrestres son los vertidos ilegales, los vertederos y la eliminación de productos petroquímicos y de otras industrias. Además, otras fuentes de origen marino se originan a partir antropocéntricas actividades marinas que se deslizaban líneas de pesca, redes, cuerdas de plástico u otros productos petroquímicos de islas o tierras remotas, envío de buques o de pesca barcos por el viento y las corrientes oceánicas. La fuente de desechos marinos también son las actividades antropocéntricas de las poblaciones locales, como los bañistas, los turistas y las aguas residuales de la ciudad o el pueblo.

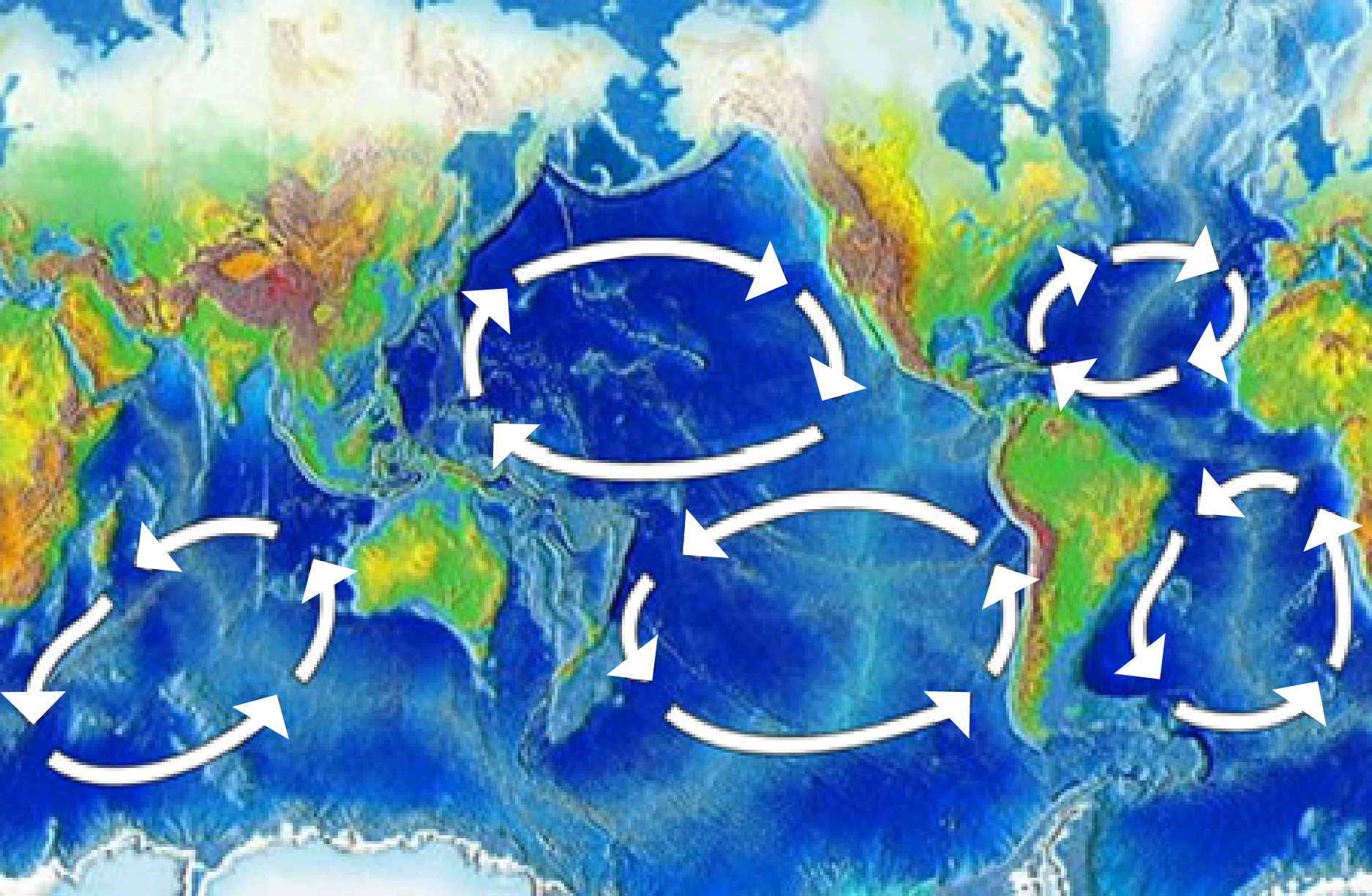
Cinco grandes giros oceánicos.
25 de marzo de 2008.

La investigación de Montesinos y colaboradores en el 2020 estudió la cantidad total de 16.123 desechos de playa para determinar la fuente de desechos marinos en 40 áreas de baño a lo largo de la costa de Cádiz, España. El estudio muestra que las fuentes del 88,5% de los plásticos, el 67% de las colillas de cigarrillos y las camas de tela están relacionadas con la actividad de los bañistas y turistas, el 5,5% de los hisopos de algodón, las toallitas húmedas, las toallas sanitarias, los tampones y los condones están relacionados con descargas de aguas residuales en lugares cercanos a ríos y desembocaduras de arroyos de marea. Además, las fuentes de 2,1% de líneas de pesca, redes y 0,6% de poliestireno están relacionadas con las actividades pesqueras y las fuentes marinas. Además, algunos desechos marinos indican que son arrojados directamente por algunos barcos internacionales o por turistas al mar en la playa de diferentes países como un contenedor de comida dura (de Portugal), una tapa de botella (Marruecos), una botella más limpia (Turquía), envoltorio de comida y otros artículos relacionados con la navegación (Alemania). El estudio de Montesinos et al. (2020) demuestra que algunos desechos marinos pueden viajar cientos de kilómetros y terminar muy lejos de su origen debido a las corrientes oceánicas y marinas.
Además, las islas tropicales y subtropicales son puntos calientes de contaminación marina, ya que sus ecosistemas relativamente vulnerables se ven gravemente afectados por desechos marinos locales y extranjeros.  De Scisciolo y colaboradores estudiaron sobre diez playas a lo largo de las costas de sotavento y barlovento de Aruba que es una de las islas de las Antillas Menores ubicadas en el Mar Caribe Sur, intentando determinar diferencias de desechos marinos en macro (> 25 mm), meso-detritos (2-25 mm) y microdesechos (<2 mm) densidades. El resultado de su estudio muestra que los desechos meso que son productos plásticos redondeados se encuentran en las costas de barlovento porque las costas de barlovento experimentan una mayor presión de los desechos marinos distales. Los factores naturales como el viento y las corrientes oceánicas provocan la acumulación y distribución de meso-detritos plásticos a las costas de barlovento. Los macrodesechos contienen una mayor proporción de desechos que provienen de comer, beber y fumar y de actividades recreativas y se encuentran en los sitios de sotavento de la isla porque los sitios de sotavento experimentan mayores presiones de los desechos locales en tierra, como platos de plástico, botellas y pajitas de plástico.

### Aparejos fantasma
Los desechos marinos consisten en millones de toneladas de aparejos de pesca de plástico abandonados. Casi 640.000 toneladas de aparejos de plástico humedecen los océanos cada año. Según Unger y Harrison, 6,4 toneladas de contaminantes arrojan a los océanos cada año, y la mayoría de ellos consisten en aparejos de pesca sintéticos duraderos, empaques, materiales, plástico en bruto y artículos de conveniencia. Estos aparejos de plástico extremadamente duraderos no se pueden descomponer en el agua de mar ni en el medio marino y se lavan en las playas impulsadas por las corrientes costeras y el viento. Los aparejos desechados, como las líneas de pesca de plástico, las redes y los flotadores, se denominan "aparejos fantasma". Aproximadamente el 46% de los 79 mil de equipo fantasma del tamaño de muchos campos de fútbol se ha encontrado en el isla de basura en 2018. Las redes y líneas de pesca desechadas matan o infligen una miríada de animales marinos como peces, tiburones, ballenas, delfines, tortugas marinas, focas y aves marinas cada año. Y alrededor del 30% de las poblaciones de pescadores han ido disminuyendo y el 70% de otros animales marinos sufren por aparejos abandonados cada año. Además, la enorme industria pesquera es un importante impulsor del declive de la ecología marina debido a las actividades de sobrepesca. La sobrepesca se produce cuando los grandes barcos pesqueros capturan toneladas de pescado más rápido que las repoblaciones. Además, la sobrepesca afecta a 4.500 millones de personas que dependen de al menos el 15% del pescado para obtener proteínas, y la pesca es el principal medio de vida.

## Beneficios de la limpieza de playas

### Salud pública
Las playas limpias tienen muchos beneficios para la salud humana porque las playas contaminadas pueden poner en peligro vidas humanas por accidentes de playa. Muchos artículos que se dejan en las playas, como vasos rotos, metales afilados o plásticos duros, pueden dañar físicamente a los bañistas. Además, los desechos marinos, como los aparejos de pesca o redes, pueden poner en peligro la vida humana en las playas. Estos contaminantes pueden ser una trampa para los usuarios de la playa y causar lesiones muy graves o accidentes de ahogamiento para los turistas.

### Ecología

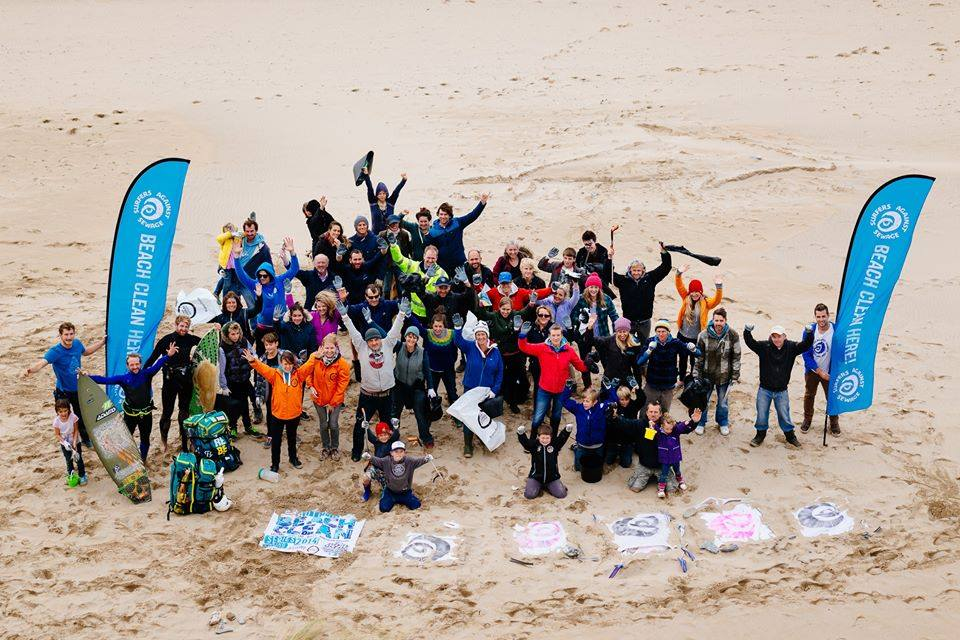
Limpieza de playa de Surfers Against Sewage (SAS). 14 de noviembre de 2014.

Las investigaciones sobre los desechos marinos han aumentado sustancialmente nuestro conocimiento sobre la cantidad y composición de los desechos marinos, así como sus impactos en el medio marino, la vida acuática y las personas. Los desechos marinos son muy dañinos para los organismos marinos como plantas, invertebrados, peces, aves marinas, tortugas marinas y otros grandes mamíferos marinos. Los desechos marinos contienen litros de plástico compuestos de sustancias químicas industriales o toxinas. Estos químicos pueden ser destructivos para los organismos acuáticos porque las toxinas se acumulan en los tejidos de los organismos marinos y provocan efectos específicos como cambios de comportamiento y alteraciones en los procesos metabólicos. Además, una combinación de materiales plásticos y de agua de mar, como los hidrocarburos aromáticos policíclicos (HAP), los bifenilos policlorados (PCB) y los metales pesados, puede ser fatal para la vida marina. Además, el consumo de microplásticos por organismos marinos más grandes causa obstrucciones del tracto intestinal que conducen al hambre y la muerte debido a la reducción de la capacidad energética. Según la Comisión de Mamíferos Marinos de EE. UU., 111 de las 312 especies de aves marinas del mundo, 26 especies de mamíferos marinos y seis de las siete especies de tortugas marinas de palabras han experimentado problemas con la ingestión de basura en las playas. Algunos estudios recientes revelan que los microplásticos podrían tener un impacto en la salud humana debido al consumo de organismos marinos por parte de los humanos, pero no hay evidencia suficiente. 
Además de todos estos impactos, los desechos marinos y la basura de la playa representan peligros para la vida silvestre en las playas y la ecología marina. Muchos contaminantes de las playas, como los aparejos de pesca y las redes, o los derrames de petróleo, ponen en peligro a muchos animales marinos, incluidas las tortugas marinas, las aves marinas y los delfines, y pueden causar lesiones graves o la muerte. Los animales marinos pueden quedar atrapados por contaminantes como líneas de pesca o redes.
El problema actual con todas las dolencias antes mencionadas solo es posible gracias a los impactos humanos y, en última instancia, podría prevenirse sin la interacción humana y marina. El Grupo Conjunto de Expertos de las Naciones Unidas sobre los Aspectos Científicos de la Contaminación Marina (GESAMP) informó que se decía que la contaminación procedente de la tierra constituía el 80% de la contaminación marina mundial.

### Sustentabilidad
Las playas limpias son indicadores de la calidad ambiental y el nivel de desarrollo sostenible de un país. El Beach Cleaning Health Index es un método de clasificación de limpieza de los países europeos y sus entornos. El índice determina el nivel de sostenibilidad y limpieza de los países y sus playas a través de notas de clasificación como A para excelente, B para bien, C para regular y D para mal.
Existen numerosos índices de sostenibilidad que se han creado en nombre de la salud y el aspecto general de la playa. Estos índices dependen de una amplia gama de variables que se utilizan para evaluar los cambios antropocéntricos y naturales en las playas. Las variables de estos índices a menudo fusionan los objetivos tanto de preservación ambiental como de la región a la que pertenece la playa. Además del índice de salud utilizado en muchos países europeos, en 2005 Israel generó su propio análisis de playas, su índice de costa limpia (ICC). El objetivo desde el inicio de este programa ha sido mantener la limpieza de toda la costa de Israel, así como educar al público sobre la importancia de migrar la basura marina. Este es uno de los primeros índices que determina algo más que la cantidad de desechos eliminados de una playa, como se ha hecho en el pasado.
El CCI evaluó la limpieza de la playa cada 2 semanas durante un período de 7 meses. Al utilizar este índice de forma periódica, pudieron determinar qué procesos funcionaron bien y cuáles no. Otros países del Caribe están empleando una forma diferente de índice de salud de las playas, llamado Índice de calidad de las playas (BQI "Beach Quality Index"). El BQI evalúa muchos aspectos de las playas, no solo la basura o la limpieza general, sino los impactos antropocéntricos y los efectos a largo plazo para actuar como una lista de verificación para los problemas de calidad ambiental.  El BQI clasifica las playas como urbanas y urbanizadas, con la esperanza de evaluarlas de la mejor manera posible, e incluir todos los factores que pueden afectar las diferentes playas. El BQI ayuda al establecer varios componentes y categorías para ayudar con esta clasificación, algo que no todos los índices de playa incluyen.

### Turismo

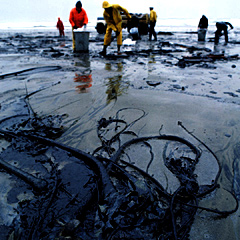
Limpieza de derrames de aceites.
5 de noviembre de 2004.

Las playas son áreas recreativas y atraen a muchos visitantes locales e internacionales. Este turismo costero es importante para muchos países porque las actividades turísticas contribuyen a una gran faceta de su economía. Por lo tanto, una playa o costa contaminada puede tener un impacto sustancialmente negativo en la economía de un país. Las playas contaminadas se han convertido en una preocupación mundial desde el comienzo de la industrialización. Las playas contaminadas no son atractivas para los turistas locales e internacionales debido a su valor estético o problemas de salud. El estudio de Hutchings et al. (2000) muestra que una playa limpia es un factor determinante muy importante para muchos turistas locales e internacionales en Sudáfrica. Según el estudio, los turistas locales e internacionales optan por visitar el país por la belleza de las playas y las condiciones climáticas adecuadas del país. Si los turistas no encuentran cumplidas sus expectativas en una playa, pueden viajar a otras playas para encontrar una mejor en el país. Por lo tanto, la limpieza de las playas es muy importante para los países y la industria del turismo en la actualidad.

### Compromiso y concienciación del público, educación y cambio de comportamiento
La participación en la limpieza de playas está asociada con una mejor comprensión del problema de la basura marina y sus impactos. Los voluntarios de limpieza de playas demostraron un conocimiento más preciso de la cantidad y el tipo de desechos en el entorno local, así como una mayor conciencia de las causas y consecuencias de la basura marina. Por ejemplo, Hartley et al. (2015) encontraron que los estudiantes que se ofrecieron como voluntarios para limpiar una playa local con su escuela podían identificar con mayor precisión los orígenes primarios de la basura marina y estimar la vida útil del plástico. Al resaltar la conexión entre el comportamiento humano y la basura marina, la limpieza de la playa aumenta la probabilidad de que los participantes eliminen y eliminen de forma habitual la basura costera, además de participar en los esfuerzos de prevención y mitigación. Al comparar la limpieza de playas con otras actividades costeras (caminar por la playa y juntar rocas), Wyles et al. (2017) tuvo como objetivo identificar los beneficios exclusivos de la limpieza de playas. Al hacerlo, Wyles et al. (2017) descubrieron que las personas que participaron en la limpieza de playas informaron un aumento significativamente mayor en su intención de vivir un estilo de vida respetuoso con el medio ambiente y su conciencia de los problemas marinos en comparación con otros grupos de prueba después de la intervención. 

### Bienestar
Se ha demostrado que la limpieza de la playa cultiva un estado de ánimo positivo y una sensación de satisfacción. Los participantes experimentan una mejora en el estado de ánimo, aunque las personas que participaron en la limpieza de la playa informaron una diferencia estadísticamente significativa en el sentido del significado que obtuvieron de la limpieza de la playa en comparación con caminar por la playa y juntar rocas.

## Métodos de limpieza de playas

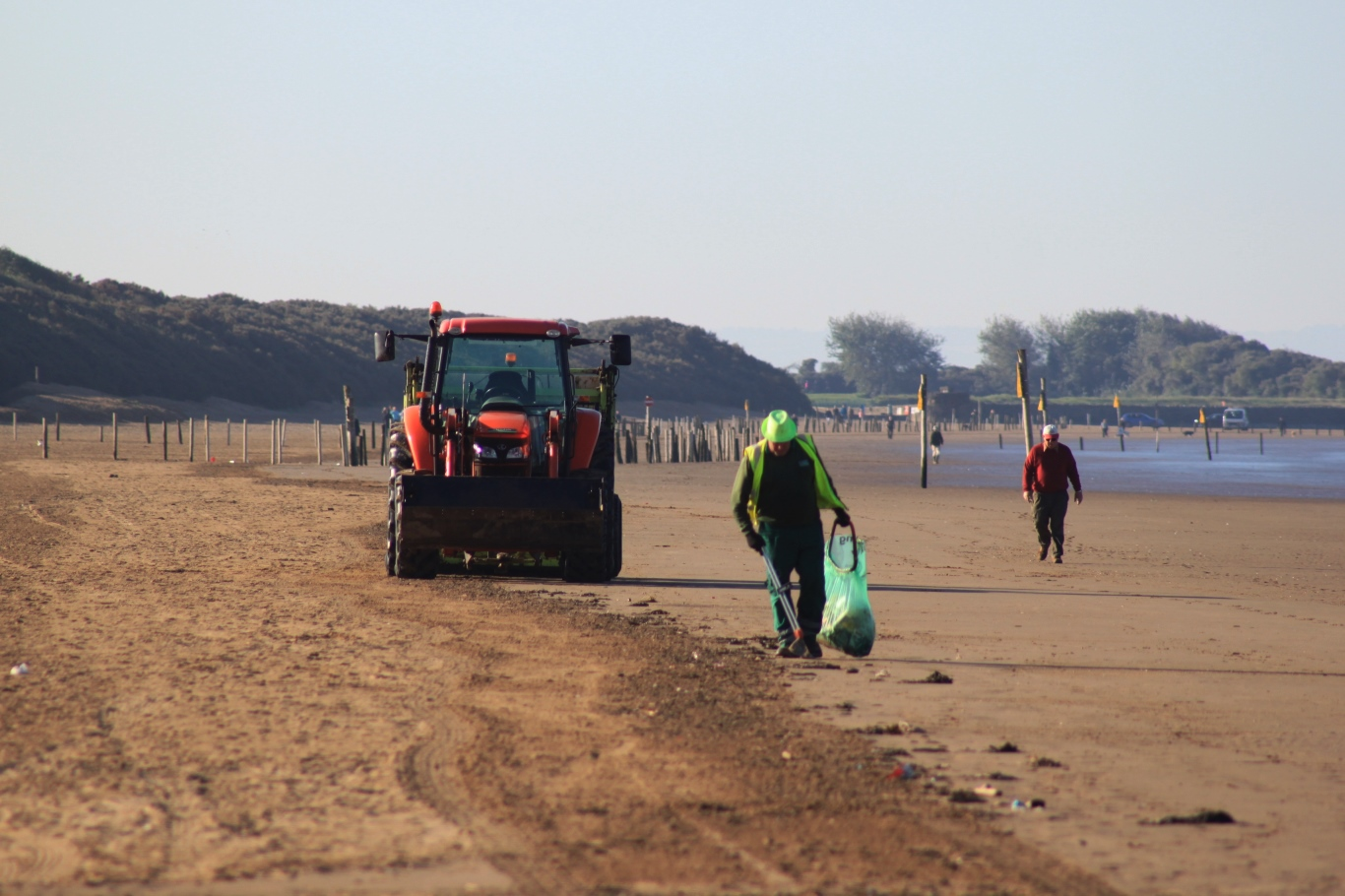
Una descripción de los métodos de limpieza de playas tanto mecánicos como manuales que se utilizan para limpiar la playa de Weston-super-Mare en Somerset, Inglaterra.

El proceso de limpieza de playas requiere buenos métodos de gestión, recursos humanos y fondos adecuados. Los métodos de limpieza de camas sólidas son muy diferentes a los métodos de limpieza de derrames de petróleo. El proceso de limpieza de la playa se puede realizar utilizando maquinaria como máquinas de limpieza de arena que rastrillan o tamizan la arena u otros productos químicos como dispersantes de aceite. Esta limpieza de la playa puede ser realizada por empresas profesionales, organizaciones cívicas, militares o voluntarios como Great Canadian Shoreline Cleanup and Marine Conservation Society .

### Limpieza mecánica frente a limpieza manual
Hay dos tipos de limpieza de playas: mecánica y manual. Estos métodos también se denominan acicalamiento mecánico y acicalamiento no mecánico. La limpieza mecánica de playas se define como la remoción de basura y/o material orgánico que se basa en el trabajo de maquinaria automática o de empuje que rastrilla o tamiza la capa más superficial de arena. La limpieza manual implica que las personas recojan la basura exclusivamente a mano. El método de limpieza de playas sugerido incorpora la limpieza manual y mecánica, ya que esta combinación es más rentable y ecológica.

### Preocupaciones ambientales

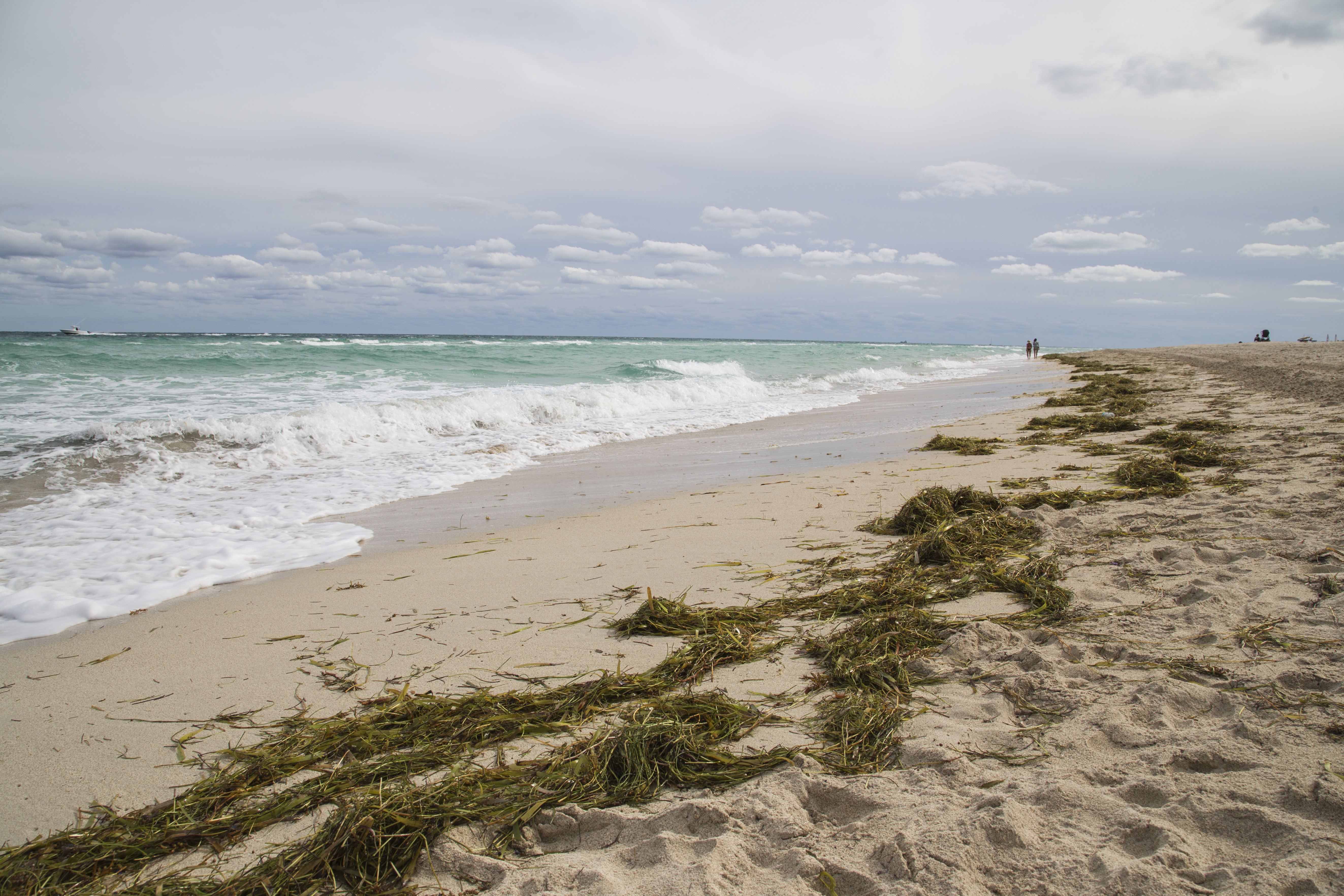
Montones de naufragio en una playa de arena. Si bien no son visualmente atractivas, estas colecciones de plantas y material orgánico del mar son fundamentales para los ecosistemas de playas y las cadenas alimentarias.

#### Cubierta de naufragio y biodiversidad
La limpieza mecánica elimina materiales orgánicos, como algas, algas y plantas, junto con desechos antropogénicos, como botellas de plástico, colillas de cigarrillos y envases de alimentos, lo que provoca perturbaciones en el ecosistema y la cadena alimentaria. Los materiales orgánicos que se encuentran naturalmente en las playas  proporcionan nutrientes críticos y componen la base de la cadena alimentaria. La eliminación de esta fuente de alimento impacta a organismos que van desde la fauna bentónica hasta aves depredadoras, lo que resulta en una pérdida de biodiversidad y una disminución en la abundancia de especies. En general, la presencia de algas permite que los detritívoros, como los invertebrados como los escarabajos, las aves forrajeras y los vertebrados carroñeros como ratones, ratas, zorros y tejones vivan y se alimenten en ese entorno.      

#### Remoción de residuos y salud pública
Si bien eliminar los desechos de las playas puede dañar el medio ambiente, la presencia de un exceso de desechos puede amenazar la salud de los bañistas. Las colecciones de residuos se descomponen rápidamente, lo que genera un olor fétido. Este entorno atrae a microbios y animales desagradables e incluso peligrosos.  Las moscas y los buitres se sienten atraídos por el olor del naufragio en descomposición. Mientras que una gran población de aves aumenta la biodiversidad, las aves dejan sus excrementos, lo que también aumenta la densidad de microbios potencialmente dañinos en la arena. Además, los microbios que prosperan en presencia de heces, llamados organismos indicadores fecales, pueden reproducirse en las condiciones creadas por la descomposición del alga. Los residuos puede contener bacterias potencialmente dañinas y organismos indicadores fecales como Escherichia coli y enterococos, que pueden causar enfermedades gastrointestinales. De hecho, se ha identificado una relación positiva entre el tiempo pasado en playas de arena húmeda y la incidencia de contraer una enfermedad gastrointestinal.   

#### Alteraciones topográficas y de vegetación
Las playas acondicionadas son más anchas, tienen sustancialmente menos vegetación y tienen menos características topográficas y más planas, como dunas y montículos, que las playas sin acondicionar. Naturalmente, las playas deben tener un estrecho tramo de arena más cercano al océano que sea aplastado por la marea debajo de la línea de marea alta extrema. Más allá de esta zona, la tierra debe estar compuesta por dunas con vegetación que rara vez son tocadas por las mareas. Sin embargo, la limpieza mecánica de playas ha convertido muchas playas en extensiones mucho más amplias de arena plana, la mayoría de las cuales permanece inalterada por la marea y sin vegetación. La limpieza mecánica de la playa destruye la vegetación, los montículos y las dunas recién formadas, lo que lleva a un aplanamiento inmediato del paisaje. La limpieza mecánica no solo daña la vegetación existente sino que disuade el crecimiento de la vegetación futura.  
A medida que disminuye la abundancia de vegetación y la altura y presencia de dunas y montículos, los patrones de transporte de arena cambian de una manera que aumenta la extensión de la topografía aplanada. Los montículos, las dunas y la vegetación actúan como obstáculos que ralentizan el movimiento de la arena provocado por el viento. Cuando estas características desaparecen, la formación de futuros montículos y dunas se vuelve más difícil e improbable.    
A medida que las playas se vuelven más planas y más anchas, la abundancia y diversidad de la vegetación disminuye aún más porque la vegetación requiere dunas de arena estables para echar raíces y crecer.
De esta manera, la limpieza mecánica de playas desencadena un ciclo de retroalimentación positiva que exacerba el aplanamiento y ensanchamiento de las playas junto con la pérdida de abundancia y diversidad de vegetación. Detener la limpieza mecánica de playas detiene este ciclo y puede reconstruir la topografía dañada y la vegetación perdida.

### Buenas prácticas

#### Combinación de métodos de limpieza mecánicos y manuales
Este método permite que las playas urbanas y de uso más intenso gestionen mayores cantidades de basura mientras se minimiza el impacto medioambiental de la limpieza mecánica. De hecho, las playas que se limpian menos de tres veces por semana mantienen un nivel de biodiversidad y abundancia de especies que es similar o solo un poco más bajo que las playas que se limpian estrictamente a mano.

#### Reducción de la cantidad de basura en la playa a través de programas educativos.
Los programas educativos y el voluntariado catalizan eficazmente el cambio de comportamiento y la conciencia sobre la contaminación marina, lo que lleva a una reducción de los desechos marinos y la voluntad de limpiar que está presente en las playas.  Se puede encontrar más información sobre los beneficios de los programas educativos y de voluntariado en el encabezado Participación pública y limpieza de playas de esta página. Disminuir la cantidad de basura marina hace que la limpieza manual de playas sea una opción más fácil y efectiva, incluso para playas urbanas de uso frecuente.

#### Reubicación de colecciones de desechos a áreas descuidadas o menos populares de una playa
Al hacerlo, el nutriente crítico proporcionado por el alga permanece en el ecosistema, lo que limita las interrupciones en la cadena alimentaria y el ecosistema.  A menudo, los nutrientes del naufragio se redistribuirán a las partes acondicionadas de las playas a través del viento y las olas.   Por esta razón, es muy importante que esta sugerencia se implemente en playas con mareas constantemente bajas. 

## Participación pública y limpieza de playas
Hay tres formas principales en las que el público puede aprender o participar en la limpieza de playas: programas educativos, campañas de concienciación y voluntariado. Todos los modos de participación pública pueden aumentar la conciencia sobre el problema de la basura marina, educar a los participantes sobre la basura marina y la conservación de los océanos y motivar el cambio de comportamiento.      Cuando los voluntarios participan en la limpieza de la playa, pueden utilizar métodos mecánicos o manuales.

### Programas educativos y campañas de sensibilización
Las campañas educativas y de concienciación han mejorado de manera efectiva el conocimiento de su público objetivo sobre la basura marina, la percepción del alcance del problema y el cambio de comportamiento catalizado.
Múltiples estudios investigan el impacto de los programas de aprendizaje en servicio en el nivel de acumulación de conocimientos y conciencia de los estudiantes sobre la basura marina y los problemas más amplios de conservación marina. Por ejemplo, Owens (2018) estudió el cambio autoinformado en la percepción de los estudiantes sobre su conocimiento sobre la conservación de los océanos y el comportamiento ambiental. El estudio comparó las respuestas de dos grupos: una clase de pregrado inscrita en un curso de seminario complementado con una oportunidad de aprendizaje de servicio limpiando playas y una clase de pregrado inscrita en un curso tradicional de ciencias ambientales basado en laboratorio. Los estudiantes que participaron en la limpieza de playas informaron una percepción significativamente mayor de conocimiento y comportamiento respetuoso con el medio ambiente en comparación con los estudiantes de la clase de laboratorio. Los estudiantes que participaron en la limpieza de playas también vieron un aumento significativamente mayor en sus puntajes de conocimiento percibido y comportamiento amigable con el medio ambiente en comparación con la otra cohorte. 

### Voluntariado

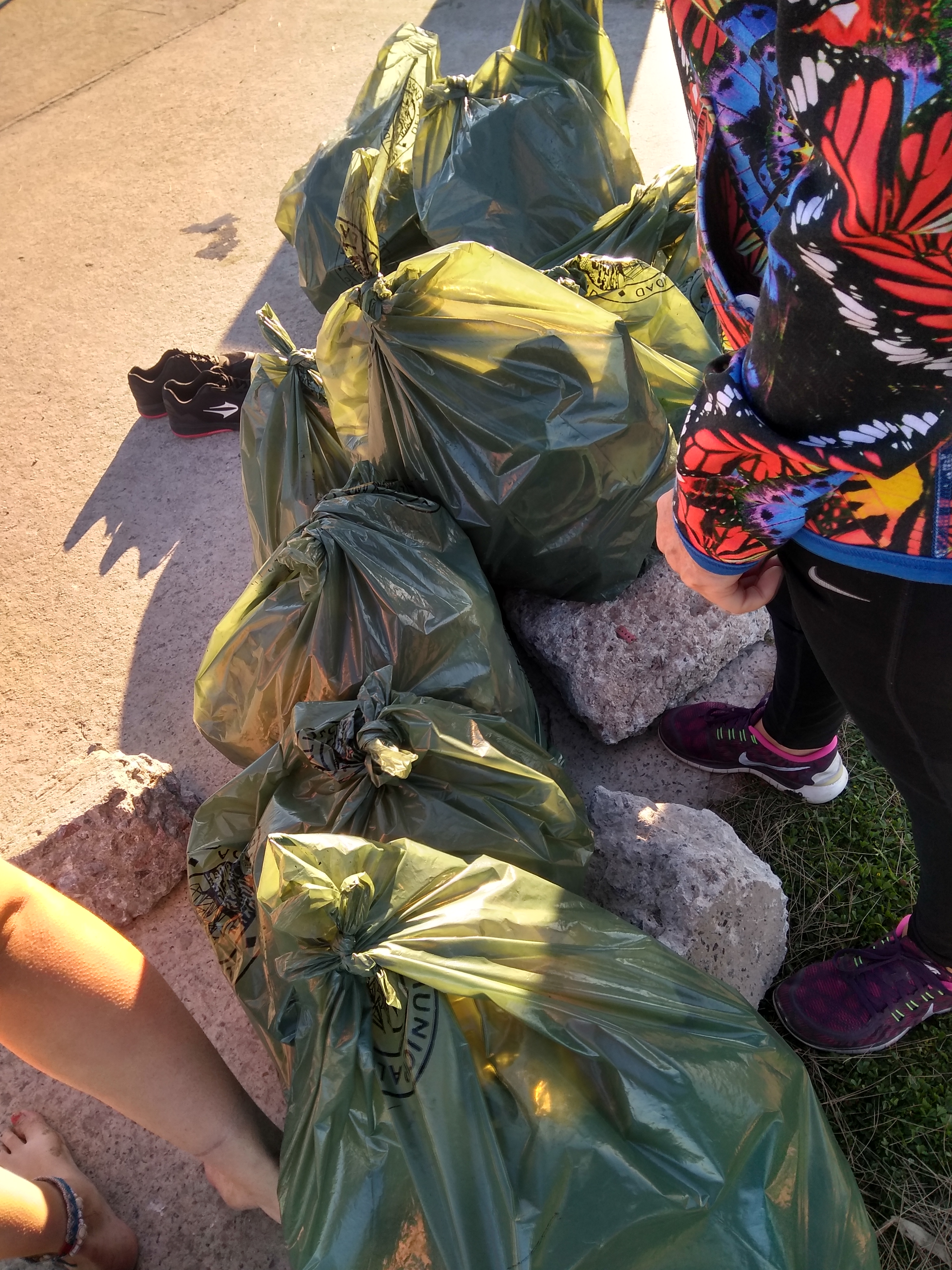
Limpieza de playas en Punta Lara, Argentina por parte de voluntarios

El voluntariado mejora la conciencia y el conocimiento de los participantes sobre la basura marina y aumenta la probabilidad de que las personas tomen medidas continuas para abordar el problema. Además, las encuestas y entrevistas han revelado que una vez que las personas comienzan a ofrecerse como voluntarios en los esfuerzos de conservación marina, quieren continuar.
Múltiples estudios han determinado que los voluntarios, ya sea organizados a través de escuelas y universidades o por interés individual, pueden reducir significativamente la cantidad de desechos sólidos en las playas.
Las escuelas han facilitado numerosos programas voluntarios de limpieza de playas que promueven oportunidades de aprendizaje mediante el servicio. Estos estudios, junto con la investigación realizada con participantes que se unieron a los programas de forma totalmente voluntaria,    han demostrado que los grupos que estaban y no estaban previamente preocupados por la basura marina pueden experimentar un aumento en la conciencia y el conocimiento, también a medida que el comportamiento positivo cambia a través de la experiencia práctica y el aprendizaje que implica el voluntariado.
Los voluntarios de limpieza de playas obtienen los mismos beneficios, si no más, de su participación como individuos que participan en otras actividades costeras.
Si bien no se han completado más investigaciones sobre los beneficios mentales y emocionales de la limpieza de playas, los voluntarios que promueven la gestión ambiental han informado mejoras en su bienestar.

### Métodos de recaudación y participación pública
Un estudio realizado en Cataluña a finales de la década de 1990 encontró que, en las playas del Delta del Llobregat, la interacción con el público a través de métodos manuales de limpieza de playas mejoró la participación ciudadana en comparación con los métodos mecánicos. Avanzar hacia la limpieza manual por parte de los ciudadanos puede beneficiar tanto al medio ambiente como ayudar a los ayuntamientos a mantener limpias las playas.

## Las playas más contaminadas y limpias del mundo

### Playas más contaminadas
Muchos investigadores informan que las corrientes oceánicas transfieren la basura flotante a través de los cinco giros subtropicales. Por lo tanto, los desechos marinos antropocéntricos están presentes en todos los océanos, playas y en la superficie del mar, incluso el hielo marino del Ártico contiene pequeñas partículas de plástico o microplásticos.> Según Bhatia (2019), las diez playas más contaminadas del mundo son:
1. Phu Quoc, Vietnam.
2. Maya Bay, Tailandia.
3. Kamilo Beach, Hawái, Estados Unidos.
4. Playa de Kuta, Indonesia.
5. Playa Juhu, India.
6. Kota Kinabalu, Malasia.
7. Bahía de Guanabara, Brasil.
8. Playa de Serendipity, Camboya.
9. Haina, República Dominicana.
10. Muelle de San Clemente, California, Estados Unidos.

### Las playas más limpias
Según Nguyen (2019), todavía hay algunas playas limpias en todo el mundo. Averiguar si una playa está limpia o no es buscar una bandera azul. La Bandera Azul es la etiqueta ecológica voluntaria más reconocida del mundo otorgada a playas, puertos deportivos y operadores de turismo en bote sostenible. La bandera azul muestra cuando una playa tiene altos estándares ambientales y de calidad.  Las seis playas galardonadas con la Bandera Azul más limpias son:
1. Victoria Beach, Canadá.
2. Playa Santa María, Los Cabos.
3. Dado Beach, Israel.
4. Bahía de Mellieha, Malta.
5. Playa de Palmestranden, Dinamarca.
6. Zona Balnear da Lagoa, Portugal.

## Galería

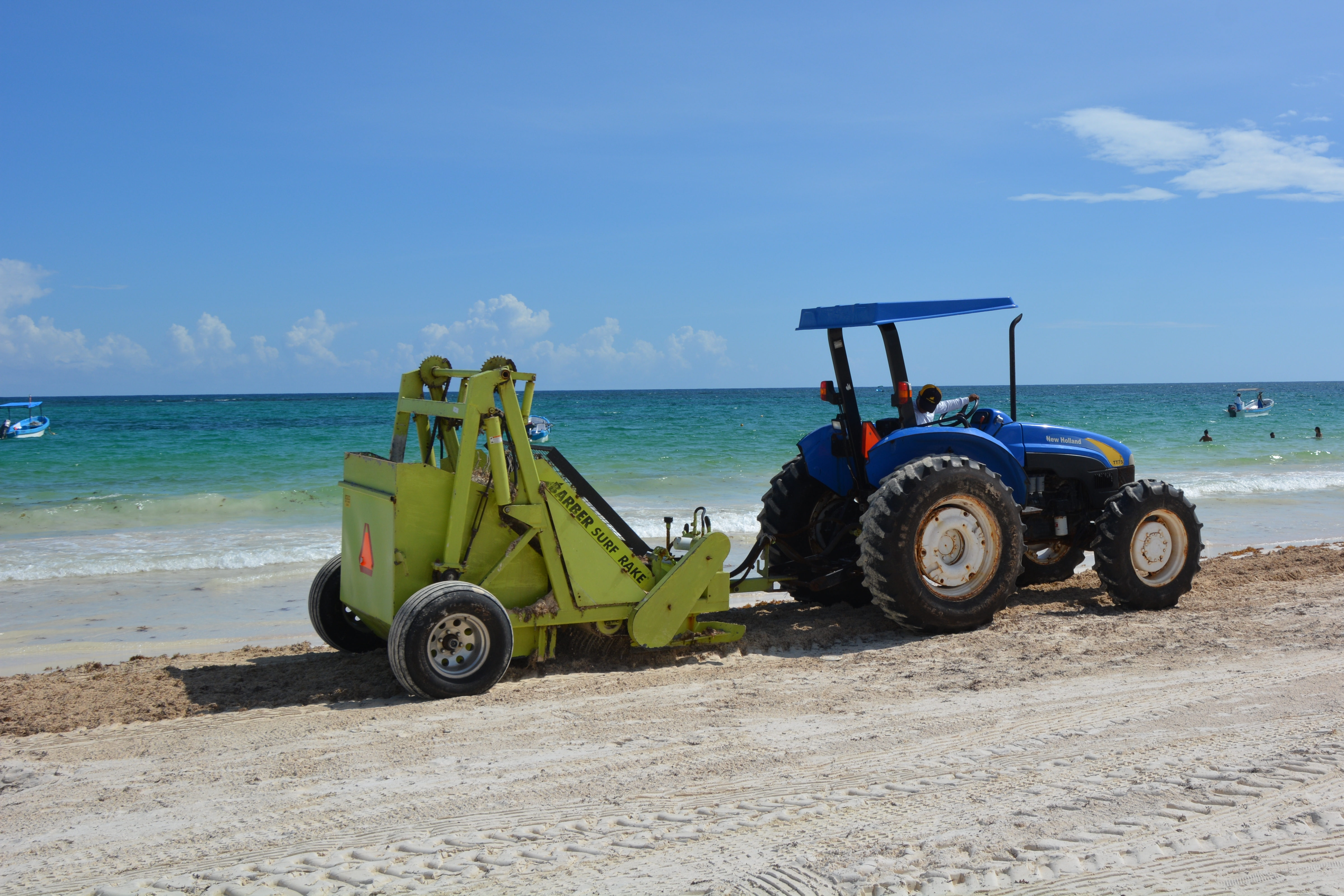
Vehículos de limpieza de playas.
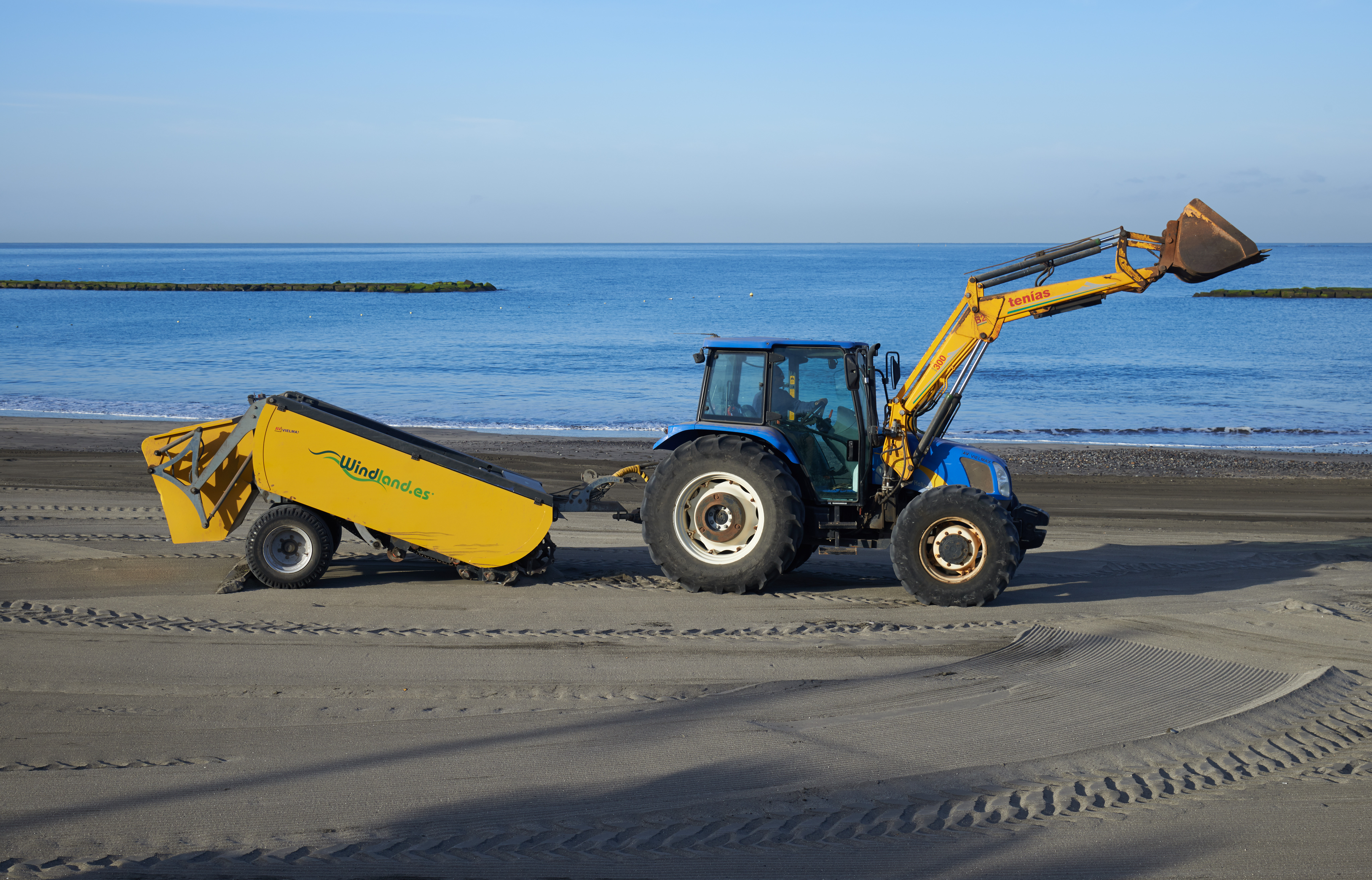
Vehículos de limpieza de playas.
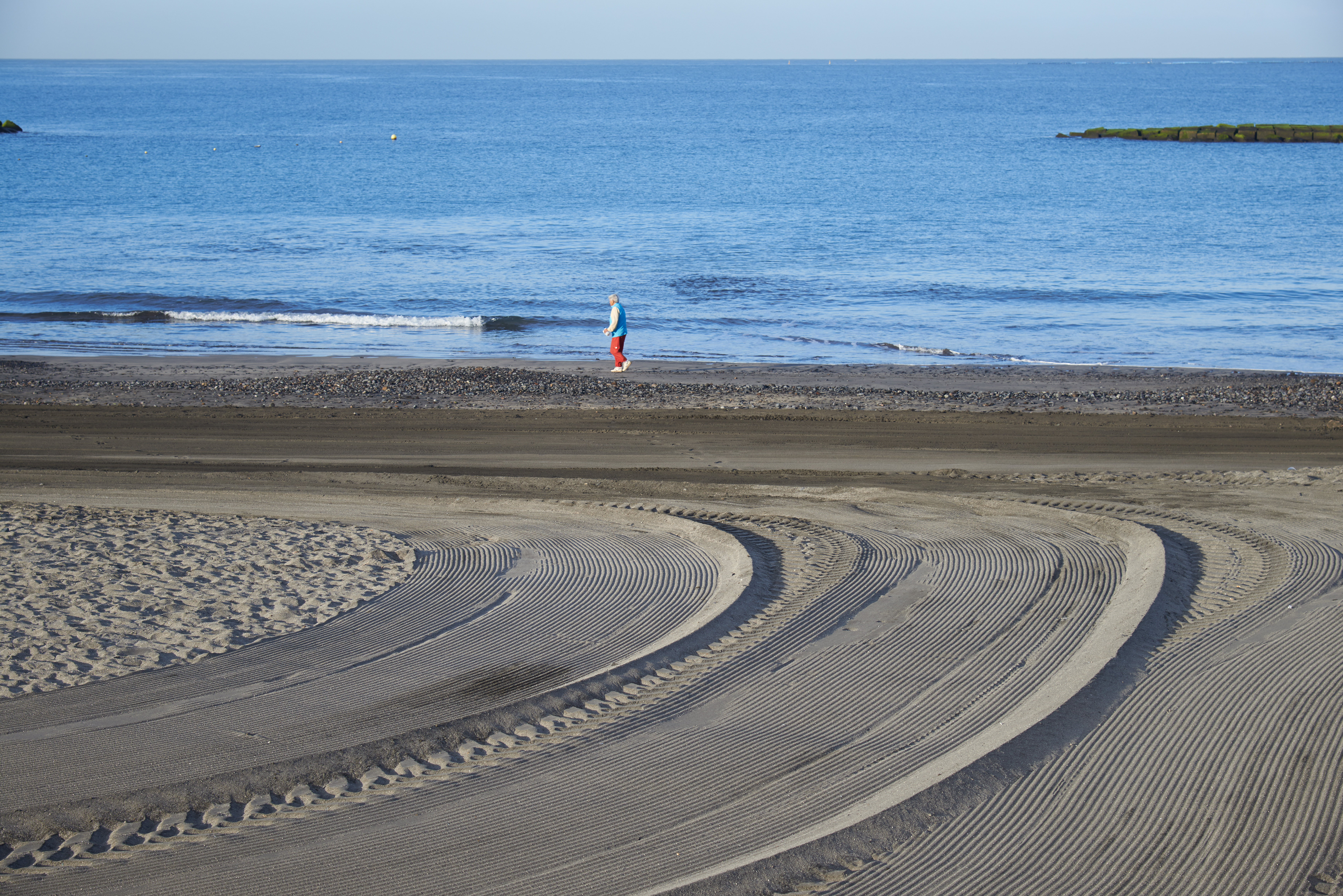
Después de la limpieza de la playa en un vehículo de limpieza.
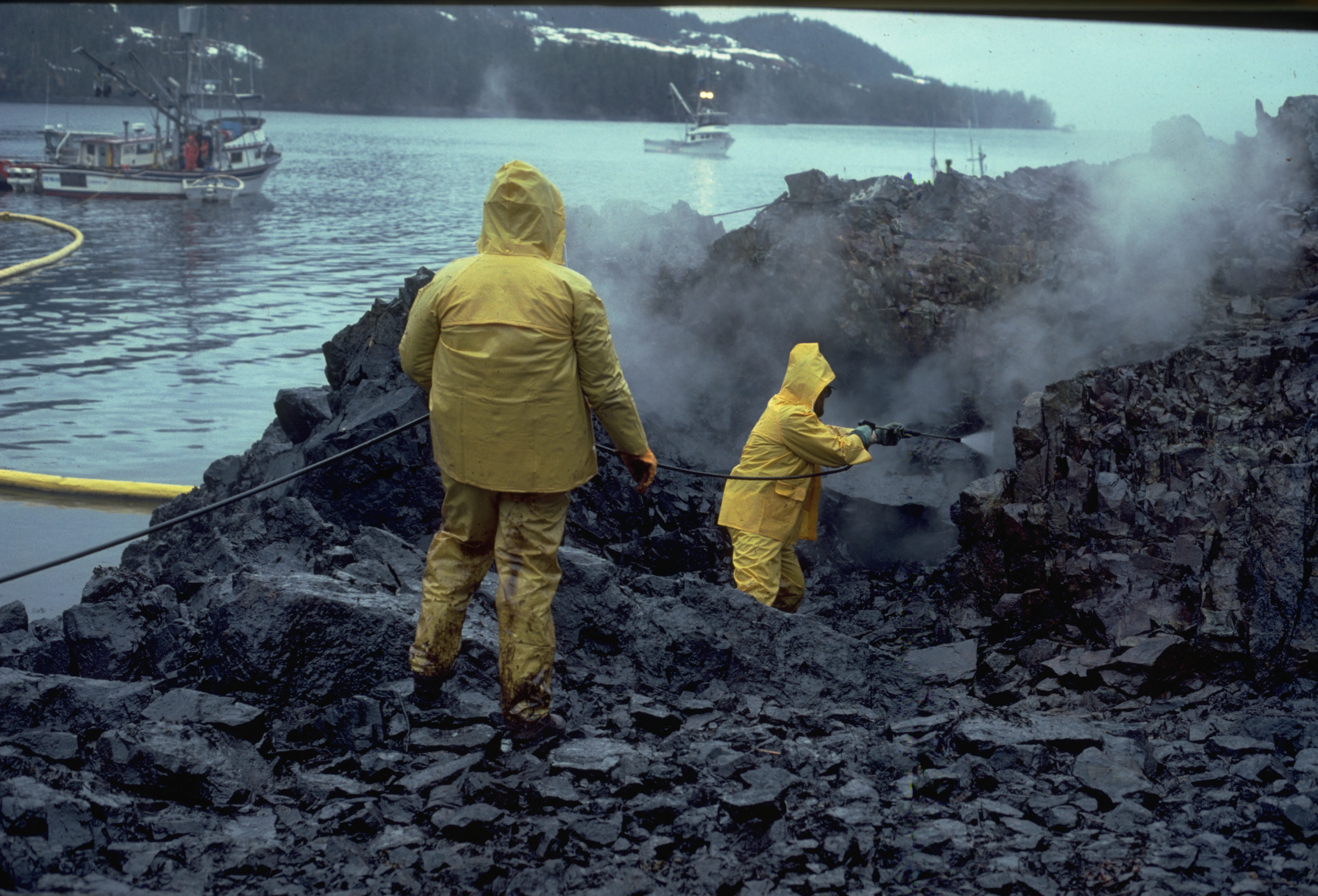
Limpieza de playas de aceite.
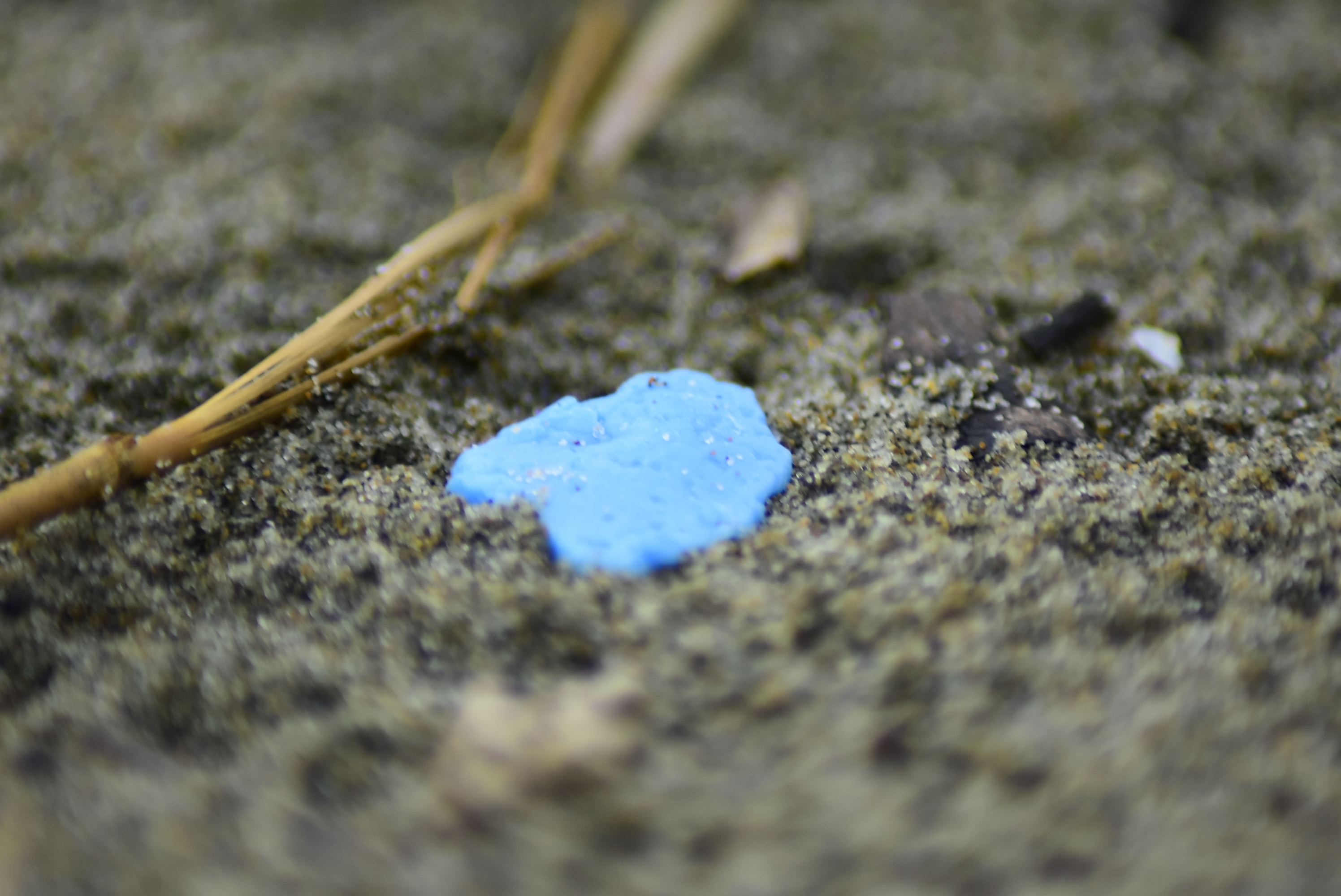
Microplástico.
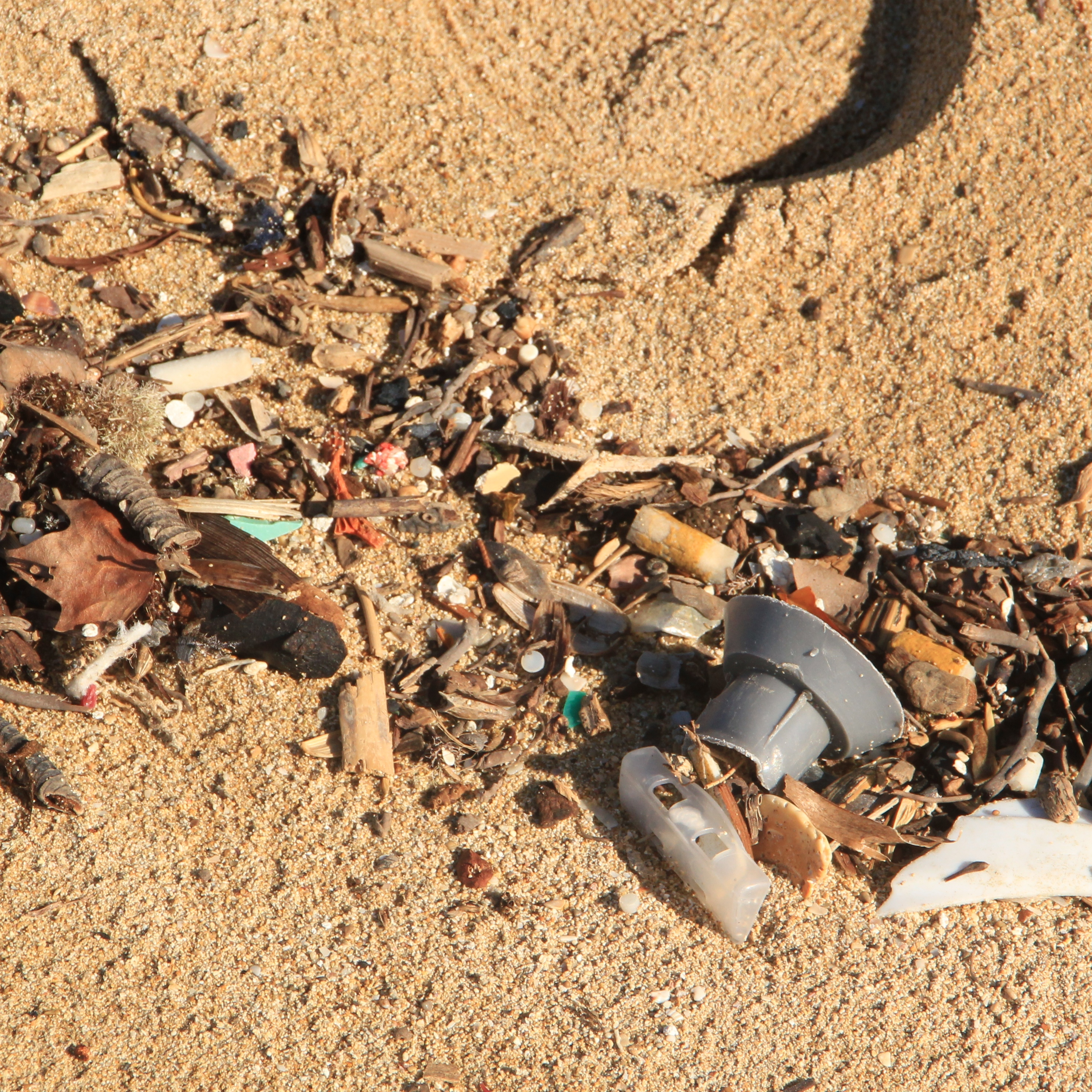
Restos plásticos en la playa de Can Pere Antoni (España)
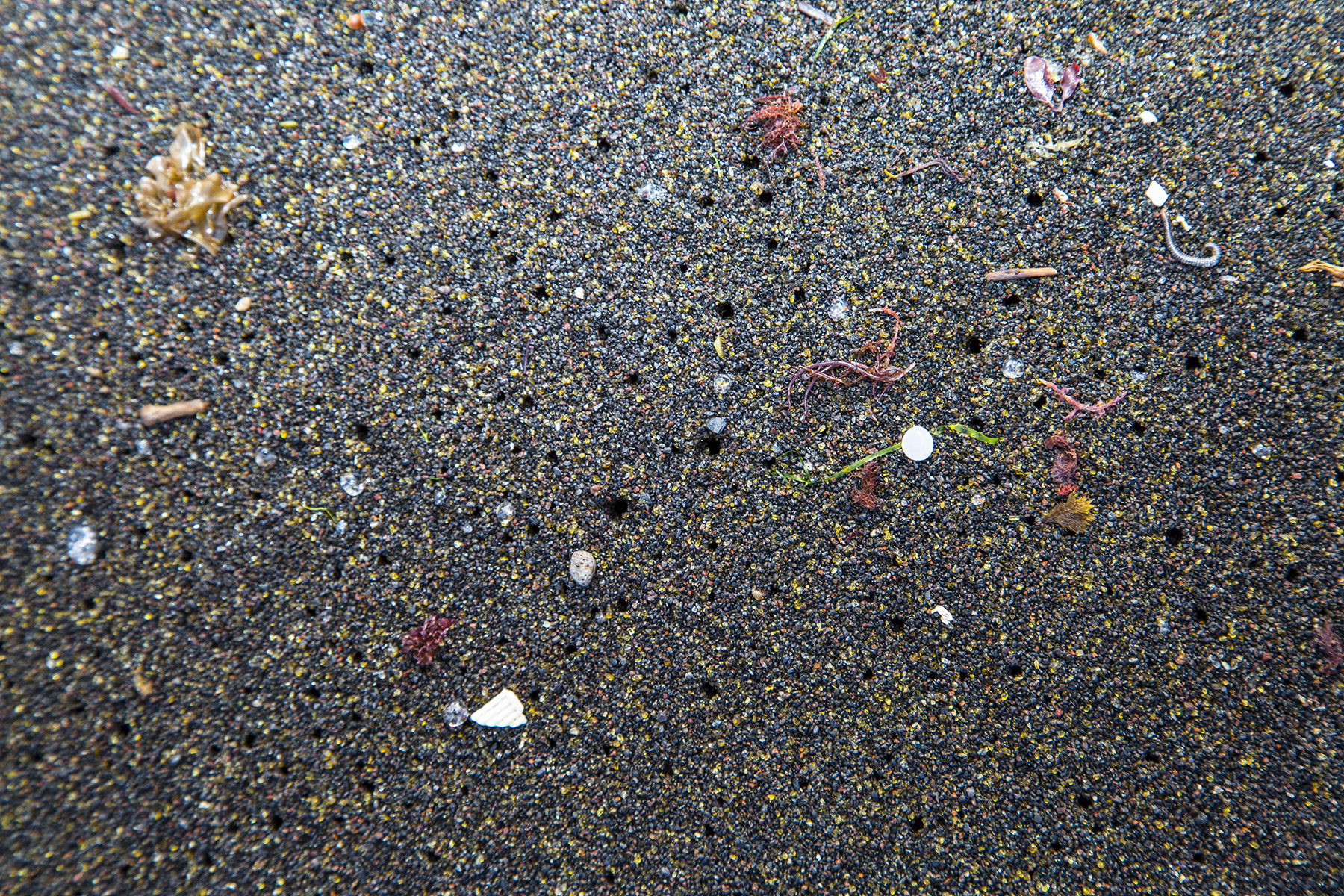
Microplástico en las islas Azores (Portugal)
Basura en la playa de Nara, Puerto Rico.